# Radisson Indy 225 2002
Radisson Indy 225 2002 var ett race som var den sjunde deltävlingen i Indy Racing League 2002. Racet kördes den 16 juni på Pikes Peak International Raceway. Gil de Ferran tog sin första seger i IndyCar i en dubbelvinst för Marlboro Team Penske, då mästerskapsledaren Hélio Castroneves slutade tvåa. Den tredje titelkandidaten Sam Hornish Jr. blev trea.

## Slutresultat
| Plats | Förare            | Team                     | Grid |
| ----- | ----------------- | ------------------------ | ---- |
| 1     | Gil de Ferran     | Marlboro Team Penske     | 1    |
| 2     | Hélio Castroneves | Marlboro Team Penske     | 2    |
| 3     | Sam Hornish Jr.   | Panther Racing           | 4    |
| 4     | Felipe Giaffone   | Mo Nunn Racing           | 3    |
| 5     | Scott Sharp       | Kelley Racing            | 5    |
| 6     | Al Unser Jr.      | Kelley Racing            | 11   |
| 7     | Laurent Redon     | Conquest Racing          | 8    |
| 8     | Eddie Cheever     | Cheever Racing           | 14   |
| 9     | Airton Daré       | A.J. Foyt Enterprises    | 13   |
| 10    | Alex Barron       | Blair Racing             | 15   |
| 11    | Mark Dismore      | Team Menard              | 12   |
| 12    | Richie Hearn      | Sam Schmidt Motorsports  | 17   |
| 13    | George Mack       | 310 Racing               | 19   |
| 14    | Billy Boat        | CURB/Agajanian Racing    | 23   |
| 15    | Buddy Lazier      | Hemelgarn Racing         | 10   |
| 16    | Tomas Scheckter   | Cheever Racing           | 9    |
| 17    | Robby McGehee     | Beck Motorsports         | 20   |
| 18    | Greg Ray          | A.J. Foyt Enterprises    | 16   |
| 19    | Shigeaki Hattori  | Bradley Motorsports      | 21   |
| 20    | Jeff Ward         | Chip Ganassi Racing      | 6    |
| 21    | Jon Herb          | Racing Professionals     | 22   |
| 22    | Anthony Lazzaro   | Treadway/Hubbard Racing  | 18   |
| 23    | Robbie Buhl       | Dreyer & Reinbold Racing | 7    |